# Папуз-Гора
Папуз-Гора — деревня в Базарносызганском районе Ульяновской области. Входит в состав Папузинского сельского поселения.

## География
Населённый пункт расположен в 24 километрах к югу от рабочего посёлка Базарный Сызган — административного центра района. Расстояние до Ульяновска — 142 километра.

### Часовой пояс
Папуз-Гора, как и вся Ульяновская область, находится в часовой зоне МСК+1. Смещение применяемого времени относительно UTC составляет +4:00.

## Население
| 2010 |
| ---- |
| 59   |

Население деревни в 1996 году — 154 человека.

## Инфраструктура
Деревня разделена на две улицы (Луговая, Центральная) и два переулка (Центральный 1-й, Центральный 2-й).